# Platyderus gazureki
Platyderus gazureki – gatunek chrząszcza z rodziny biegaczowatych. Endemit południowo-wschodniej Hiszpanii.

## Taksonomia
Gatunek ten opisany został po raz pierwszy w 2011 roku przez Aleksandra Aniszczenkę na łamach „Baltic Journal of Coleopterology”. Jako miejsce typowe wskazano Puerto del Milagro w hiszpańskiej prowincji Toledo. Epitet gatunkowy nadano na cześć Tomasza Gazurka, który odłowił materiał typowy. W obrębie podrodzaju nominatywnego rodzaju Platyderus omawiany takson zaliczono do grupy gatunków ruficollis-subcrenatus.

## Morfologia i zasięg
Chrząszcz o ciele długości około 7 mm, ubarwionym czerwonobrązowo z nieco jaśniejszymi czułkami, głaszczkami i odnóżami. Głowa jest zaokrąglona, o powierzchni grzbietowej niepunktowanej, z parą wyraźnych, dużych i okrągłych wcisków na czole. Powierzchnia wargi górnej ma mikrorzeźbę o równej średnicy oczkach. Owłosienie czułków zaczyna się od członu czwartego. Rozmiary i stopień wypukłości oczu jest przeciętny. 1,24 raza szersze niż dłuższe przedplecze ma wydatne kąty przednie, rozwarte i zaokrąglone kąty tylne oraz wszystkie krawędzie obrzeżone. Dołki przypodstawowe przedplecza są długie, podłużne, prawie liniowate, w przedniej połowie głębokie, od brzegów bocznych oddzielone spłaszczonymi i gęsto punktowanymi powierzchniami. Lekko wysklepiony dysk przedplecza ma wyraźną, niedochodzącą do żadnej krawędzi linię pośrodkową. Pokrywy są wydłużone, regularnie owalne, najszersze w połowie długości, o zaokrąglonych i pozbawionych ząbków kątach barkowych. Podstawa pokryw obrzeżona jest na całej szerokości. Rzędy są głębokie, na całej długości równej głębokości, niepunktowane, międzyrzędy zaś wypukłe i pozbawione mikrorzeźby. W okolicy tarczki obecny jest rządek przytarczkowy i chetopor (punkt szczecinkowy) przytarczkowy. Chetopor środkowy umieszczony jest na trzecim rzędzie. Skrzydła tylnej pary są uwstecznione. Spód ciała ma niepunktowane pleury przedtułowia (propleury), episternity śródtułowia (mezepisternity), episternity zatułowia (metepisternity), zapiersie (metawentryt) oraz sternity odwłoka. Genitalia samca mają płat środkowy edeagusa o endofallusie zaopatrzonym w duże, symetryczne, jednakowych rozmiarów guzki nasadowo-boczny wewnętrzny i nasadowo-boczny grzbietowy.
Owad palearktyczny, endemiczny dla prowincji Toledo w południowo-wschodniej Hiszpanii, znany tylko z pasma Sierra del Castañer.